# 客家桐花祭
客家桐花祭為臺灣客家委員會在油桐花季與各縣市共同舉辦的慶典，是結合客家文化、生態旅遊與地方創生之一系列文化儀式與觀光活動。

## 沿革
油桐樹原於日治時期引入台灣，並在中華民國政府遷臺後廣泛種植於桃竹苗地區的客家庄與中部山區，作為榨取桐油的經濟作物。後隨台灣化工業逐漸興盛，不再需要仰賴桐油照明、防鏽，不適合當作木材的油桐樹逐漸喪失經濟價值，留下淺山地區滿山遍野無人問津的油桐樹。
2002年，在時任客委會主委葉菊蘭主導下，以「喚醒山林文化的生命與記憶」作為主軸，從苗栗縣開始發展桐花祭活動；在每年桐花綻放時邀請大眾賞花、遊客庄，是為客家桐花季的濫觴。其後的桐花祭不斷擴大規模，希冀能做大成客家的代表節慶，以帶動客家文化扎根及客庄的經濟發展。
2004年，客家桐花祭於全國32個鄉鎮市舉辦活動、吸引了270萬人次的參與人潮；後更以邀請五月天作為活動代言人、輔導業者開發桐花意象商品等形式，透過中央籌劃、企業加盟、地方執行、社區營造的合作模式，提升客家桐花祭的觀光與經濟效益。
除了發展經濟外，桐花祭也舉辦音樂會，邀請藝術家編舞、寫曲，舉辦流行音樂創作大賽與「桐花文學獎」，鼓勵新生代人才、為客家文化注入新活水。
2022年起，桐花祭不再冠上「客家」二字，從大型活動改為舉辦一系列小型儀式與小型聚會，強調綠色旅遊、地方創生與客家文化。

## 文化意義
-{三四月間 油桐花開 花白如雪

八九月間 油桐落葉 葉黃如土

阿爸在世 滿山種桐 桐子商人買

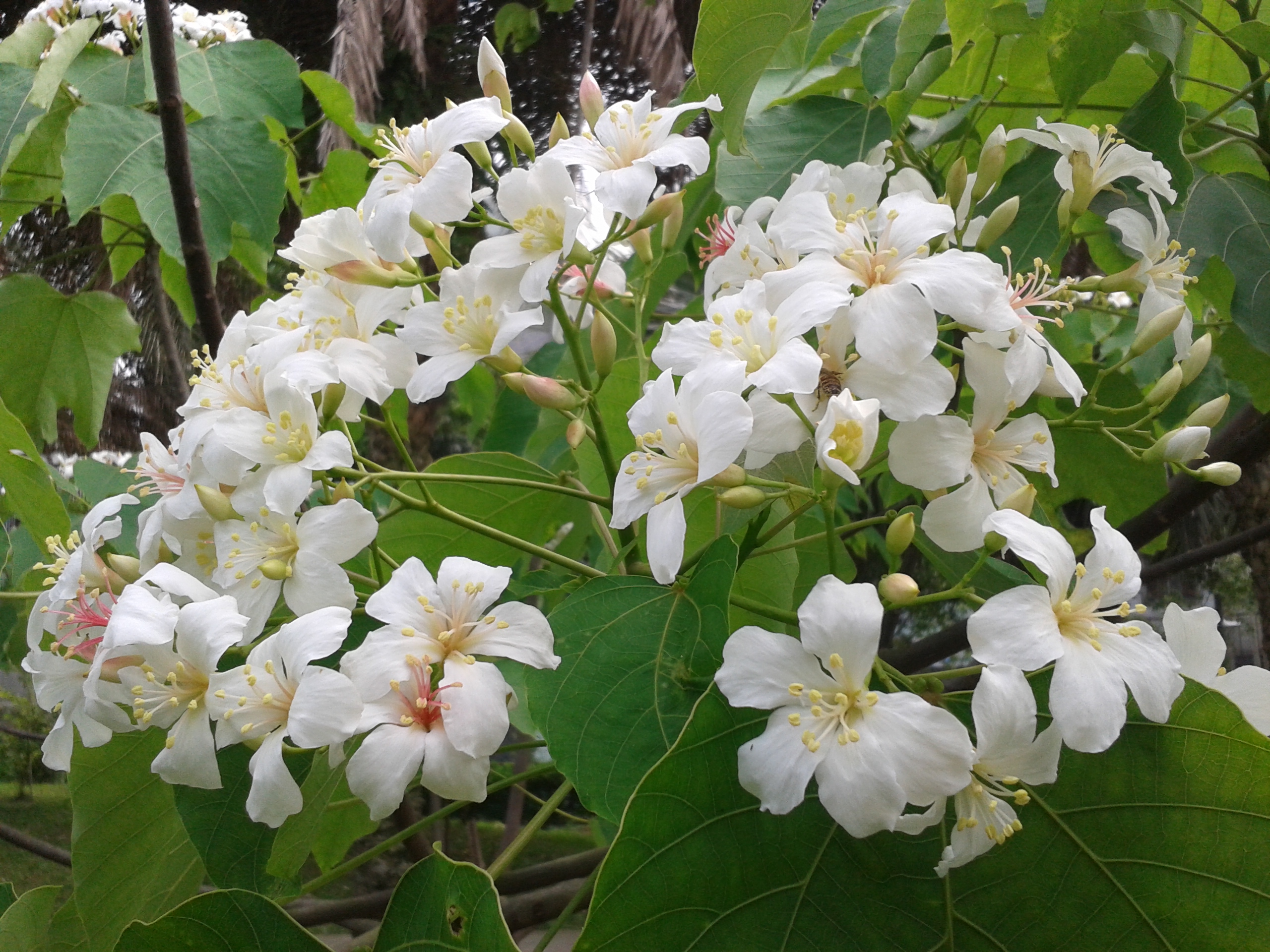
油桐花

阿爸過身 滿山桐花 桐花詩人惜}-——范文芳，〈桐花詩〉
油桐樹作為客家庄常見的經濟作物，與客家歷史文化本就有深厚的歷史象徵。在發展為桐花祭活動時，透過儀式的設計導入生態永續與文化永續的價值關懷：藉由開幕時以簡單祭儀向土地、山神、天神虔誠祝祭禱告，感念客家先人開山打林、感謝孕育生命的山川土地，進一步將客家桐花祭的內涵神聖化，賦予桐花祭的「祭」在文化上的實質意義。

## 活動內容

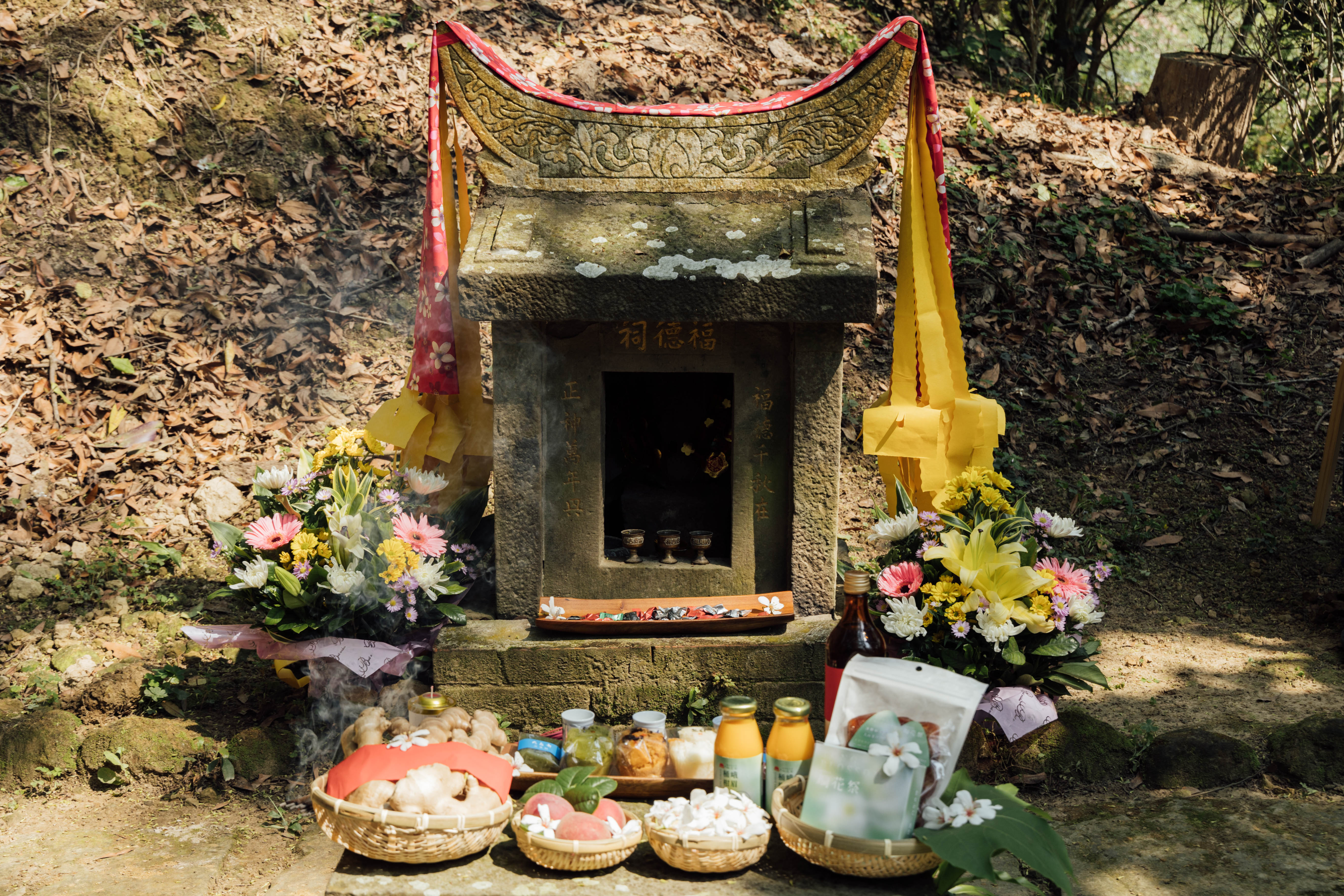
2023桐花祭開幕，祭拜三義石頭伯公

### 祭拜客庄土地公
每年客委會皆會挑選一處客家庄的老土地公祭拜，如2002年設壇祭祀苗栗公館北河桐花林蔭下的百年伯公石龕、2022年赴獅潭祭拜石硤伯公、2023年赴三義祭拜百年石頭伯公。

### 踏訪客庄賞桐
與地方產業結合，邀集民眾走訪桐花步道、品茶、賞螢火蟲。

### 創作客家三行詩
邀請向陽、鴻鴻、曾貴海、張芳慈、潘柏霖等作家詩人創作客家三行詩，並開放民眾投稿。

## 觀光
| 縣市   | 鄉鎮市區 | 名稱                                                   | 地址                                                  |
| ------ | -------- | ------------------------------------------------------ | ----------------------------------------------------- |
| 基隆市 | 暖暖區   | 暖暖東勢坑產業步道                                     | 基隆市暖暖區東勢街221之1至之3號                       |
| 基隆市 | 七堵區   | 七堵瑪陵坑富民親水步道/瑪西賞桐步道                    | 基隆市七堵區瑪陵坑大華三路附近                        |
| 新北市 | 深坑區   | 萬福生態公園/阿柔里公館後步道                          | 新北市深坑區萬福里北深路3段158巷內                    |
| 新北市 | 石碇區   | 淡蘭步道南端                                           | 新北市石碇區石碇老街/淡蘭步道南端                     |
| 新北市 | 瑞芳區   | 上天粗坑口步道煤窯遺址/四腳亭砲臺                      | 新北市瑞芳區                                          |
| 新北市 | 新店區   | 二叭子植物園—親子小徑                                  | 新北市新店區雙城路279號                               |
| 新北市 | 土城區   | 桐花公園賞桐步道                                       | 新北市土城區承天路底                                  |
| 新北市 | 土城區   | 承天禪寺步道                                           | 新北市土城區承天路96號                                |
| 新北市 | 樹林區   | 樹林客家藝文館                                         | 新北市樹林區中洲街5之2號                              |
| 新北市 | 三芝區   | 橫山里大坑賞桐步道（三生步道）                         | 新北市三芝區新庄里通橫山里大坑溪旁步道                |
| 新北市 | 三芝區   | 橫山里賞桐步道                                         | 新北市三芝區陽光路與北18線叉路口                      |
| 桃園市 | 龍潭區   | 石門三坑/水庫自行車道/石門三坑鐵馬道                   | 桃園市龍潭區                                          |
| 桃園市 | 龍潭區   | 小粗坑古道、粗坑窯步道                                 | 桃園市龍潭區高平村粗坑2鄰                             |
| 桃園市 | 龍潭區   | 桃園市客家文化館                                       | 桃園市龍潭區中正路三林段500號                         |
| 桃園市 | 龍潭區   | 石門山溫泉會館                                         | 桃園市龍潭區民有一街313號                             |
| 桃園市 | 龍潭區   | 三坑老街                                               | 桃園市龍潭區三坑子                                    |
| 桃園市 | 龍潭區   | 龍潭聖蹟亭                                             | 桃園市龍潭區凌雲村聖亭路（竹窩子段20地號）            |
| 桃園市 | 龍潭區   | 打牛崎古道                                             | 桃園市龍潭區清水坑街                                  |
| 桃園市 | 龍潭區   | 三和步道                                               | 桃園市龍潭區龍新路三和段1050號                        |
| 桃園市 | 楊梅區   | 東森山林桐花步道/保甲古道                              | 桃園市楊梅區東森路3號                                 |
| 桃園市 | 大溪區   | 大艽芎古道                                             | 桃園市大溪區頭寮                                      |
| 桃園市 | 大溪區   | 齋明寺古道                                             | 桃園市大溪區齋明街151號                               |
| 桃園市 | 大溪區   | 十一指古道                                             | 桃園市大溪區                                          |
| 新竹市 | 東區     | 十八尖山、高峰植物園桐花步道                           | 新竹市東區寶山路                                      |
| 新竹縣 | 湖口鄉   | 湖南生態戰車公園                                       | 新竹縣湖口鄉湖南村鐵騎路                              |
| 新竹縣 | 湖口鄉   | 仁和步道                                               | 新竹縣湖口鄉湖姑娘廟                                  |
| 新竹縣 | 新埔鎮   | 九芎湖步道群（霽月、九福、觀南步道）                   | 新竹縣新埔鎮照門休閒農業區內                          |
| 新竹縣 | 關西鎮   | 馬武督探索森林                                         | 新竹縣關西鎮錦山里12鄰138-3號                         |
| 新竹縣 | 關西鎮   | 渡南古道                                               | 新竹縣關西鎮南山社區                                  |
| 新竹縣 | 關西鎮   | 石光古道                                               | 新竹縣關西鎮石光里                                    |
| 新竹縣 | 芎林鄉   | 鹿寮坑桐花步道                                         | 新竹縣芎林鄉五和街社區活動中心                        |
| 新竹縣 | 寶山鄉   | 寶山水庫（環湖步道）                                   | 新竹縣寶山鄉山湖村山湖路63號                          |
| 新竹縣 | 橫山鄉   | 大山背賞桐步道（茶亭古道、騎龍古道、大旗崠古道）       | 新竹縣橫山鄉大山背                                    |
| 新竹縣 | 橫山鄉   | 牛路崎三叉埤古道                                       | 新竹縣橫山鄉橫山村蔗蔀                                |
| 新竹縣 | 尖石鄉   | 尖石鄉北角挑夫古道                                     | 新竹縣尖石鄉嘉樂村2鄰70號（尖石鄉公所旁）             |
| 新竹縣 | 峨眉鄉   | 歇心茶樓                                               | 新竹縣峨眉鄉七星村六寮60-8號                          |
| 新竹縣 | 峨眉鄉   | 峨眉湖步道                                             | 新竹縣峨眉鄉湖光村和富興村                            |
| 新竹縣 | 峨眉鄉   | 十二寮休閒農業區/十二寮古道                            | 新竹縣峨眉鄉湖光村13鄰21-1號                          |
| 苗栗縣 | 頭份市   | 後花園桐花步道                                         | 苗栗縣頭份市斗煥坪                                    |
| 苗栗縣 | 頭份市   | 鹿廚坑賞桐步道                                         | 苗栗縣頭份市廣興里                                    |
| 苗栗縣 | 三灣鄉   | 老銃櫃步道                                             | 苗栗縣三灣鄉北埔村                                    |
| 苗栗縣 | 南庄鄉   | 獅頭山步道群—獅山古道                                  | 苗栗縣南庄鄉獅山村                                    |
| 苗栗縣 | 南庄鄉   | 蓬萊溪護魚步道                                         | 苗栗縣南庄鄉蓬萊溪護魚步道                            |
| 苗栗縣 | 南庄鄉   | 神棹山桐花步道                                         | 苗栗縣南庄鄉大河村神棹山                              |
| 苗栗縣 | 南庄鄉   | 小東河步道                                             | 苗栗縣南庄鄉小東河地區                                |
| 苗栗縣 | 南庄鄉   | 南庄茶園坪步道                                         | 南庄茶園坪步道                                        |
| 苗栗縣 | 獅潭鄉   | 鳴鳳山古道                                             | 苗栗縣獅潭鄉、頭屋鄉交界                              |
| 苗栗縣 | 獅潭鄉   | 紙湖古道                                               | 苗栗縣獅潭鄉百壽村8鄰18號                             |
| 苗栗縣 | 獅潭鄉   | 紙湖農場                                               | 苗栗縣獅潭鄉百壽村8鄰18號                             |
| 苗栗縣 | 通霄鎮   | 挑鹽古道                                               | 苗栗縣通霄鎮挑鹽古道                                  |
| 苗栗縣 | 苗栗市   | 四角坪道                                               | 苗栗縣苗栗市四角坪道                                  |
| 苗栗縣 | 造橋鄉   | 香格里拉樂園                                           | 苗栗縣造橋鄉豐湖村1鄰乳姑山15-3號                     |
| 苗栗縣 | 造橋鄉   | 劍潭古道                                               | 苗栗縣造橋鄉大西村                                    |
| 苗栗縣 | 頭屋鄉   | 夢幻桐花步道                                           | 苗栗縣頭屋鄉苗22線道                                  |
| 苗栗縣 | 頭屋鄉   | 水寨下古道                                             | 苗栗縣頭屋鄉明德村                                    |
| 苗栗縣 | 公館鄉   | 打鹿坑                                                 | 苗栗縣公館鄉福德村                                    |
| 苗栗縣 | 公館鄉   | 出雲古道                                               | 苗栗縣公館鄉開礦村                                    |
| 苗栗縣 | 公館鄉   | 出關步道                                               | 苗栗縣公館鄉至三義鄉關刀山                            |
| 苗栗縣 | 公館鄉   | 公館四季彩林公園                                       | 苗栗縣公館鄉仁安村茶園坪四季彩林公園                  |
| 苗栗縣 | 大湖鄉   | 大窩文史生態區步道                                     | 苗栗縣大湖鄉大窩橋                                    |
| 苗栗縣 | 銅鑼鄉   | 三角山暨雙峰山桐花步道（銅鑼雙峰古道、樟樹社區慈惠堂） | 苗栗縣銅鑼鄉13號省道東側（雙峰古道入口）              |
| 苗栗縣 | 銅鑼鄉   | 天空步道                                               | 苗栗縣銅鑼鄉銅鑼自行車道南端入口                      |
| 苗栗縣 | 銅鑼鄉   | 天空自行車步道                                         | 苗栗縣銅鑼鄉九湖村                                    |
| 苗栗縣 | 銅鑼鄉   | 客委會客發中心臺灣客家文化館                           | 苗栗縣銅鑼鄉九湖村銅科南路6號                         |
| 苗栗縣 | 銅鑼鄉   | 桐花樂活公園                                           | 苗栗縣銅鑼鄉龍泉15號                                  |
| 苗栗縣 | 三義鄉   | 四月雪賞桐步道                                         | 苗栗縣三義鄉廣盛村廣聲新城88號（三義木雕博物館旁）    |
| 苗栗縣 | 三義鄉   | 西湖渡假村                                             | 苗栗縣三義鄉西湖村西湖11號                            |
| 苗栗縣 | 三義鄉   | 挑炭古道（三通嶺古道）                                 | 苗栗縣三義鄉雙湖村三通嶺古道                          |
| 苗栗縣 | 三義鄉   | 挑柴古道                                               | 苗栗縣三義鄉勝興車站                                  |
| 苗栗縣 | 三義鄉   | 小西湖步道                                             | 苗栗縣三義鄉                                          |
| 苗栗縣 | 三義鄉   | 三義木雕博物館                                         | 苗栗縣三義鄉廣盛村廣聲新城88號                        |
| 苗栗縣 | 三義鄉   | 龍騰斷橋                                               | 苗栗縣三義鄉龍騰村                                    |
| 苗栗縣 | 卓蘭鎮   | 挑茶古道                                               | 苗栗縣卓蘭鎮                                          |
| 臺中市 | 霧峰區   | 中心瓏登山步道                                         | 臺中市霧峰區中正路734號                               |
| 臺中市 | 后里區   | 鳳凰山步道                                             | 臺中市后里區仁里村圳寮路47巷7號                       |
| 臺中市 | 石岡區   | 東豐自行車綠廊                                         | 臺中市石岡區石城街1號                                 |
| 臺中市 | 東勢區   | 東勢林場                                               | 臺中市東勢區勢林街6-1號                               |
| 臺中市 | 東勢區   | 東勢客家文化園區                                       | 臺中市東勢區廣興里中山路1號                           |
| 臺中市 | 東勢區   | 小中嵙步道                                             | 臺中市東勢區廣興里、泰昌里                            |
| 臺中市 | 外埔區   | 外埔區永豐里桐花步道                                   | 臺中市外埔區永豐里六分路（永豐里虎腳庄農夫市集旁）    |
| 彰化縣 | 彰化市   | 福田賞桐生態園區-賞桐步道                              | 彰化縣福田里福興路638號                               |
| 彰化縣 | 花壇鄉   | 八卦山稜線步道                                         | 彰化八卦山139線                                       |
| 彰化縣 | 彰化市   | 東外環賞桐步道                                         | 彰化縣彰化市臺74甲線                                  |
| 彰化縣 | 芬園鄉   | 挑水古道                                               | 彰化縣芬園鄉溪頭村員草路159號左側旁路口148縣道        |
| 彰化縣 | 芬園鄉   | 就是愛荔枝樂園                                         | 彰化縣芬園鄉中山路167號                               |
| 彰化縣 | 芬園鄉   | 崎路仔步道                                             | 彰化縣芬園鄉德興社區崎路仔步道                        |
| 彰化縣 | 員林市   | 員林藤山園步道及臥龍坡步道桐花景觀區                   | 彰化縣員林市藤山園停車場                              |
| 南投縣 | 埔里鎮   | 牛耳藝術渡假村                                         | 南投縣埔里鎮中山路四段1號                             |
| 南投縣 | 水里鄉   | 益則坑桐花步道                                         | 南投縣水里鄉民和村益則路35號                          |
| 南投縣 | 魚池鄉   | 生態油桐花步道                                         | 南投縣魚池鄉五城村華龍巷56之2號                       |
| 南投縣 | 竹山鎮   | 竹山文化園區                                           | 南投縣竹山鎮建國路742號                               |
| 雲林縣 | 古坑鄉   | 古坑鄉荷苞桐花公園                                     | 雲林縣古坑鄉荷苞村高厝林子頭段380-17號（149甲5.5-6K） |
| 雲林縣 | 二崙鄉   | 崙西社區公園                                           | 雲林縣二崙鄉崙西村中正路與裕民路交叉路口旁            |
| 嘉義市 | 東區     | 圓林仔桐花步道                                         | 嘉義市東區東義路601號                                 |
| 臺南市 | 楠西區   | 楠西區梅嶺                                             | 臺南市楠西區灣丘村梅嶺32號                            |
| 花蓮縣 | 花蓮市   | 美崙山公園步道                                         | 花蓮縣花蓮市尚志路25-2號                              |
| 花蓮縣 | 吉安鄉   | 中園桐花步道                                           | 花蓮縣吉安鄉吉安村吉興二街330號                       |
| 花蓮縣 | 吉安鄉   | 南華林業園區                                           | 花蓮縣吉安鄉吉安路六段117號                           |
| 花蓮縣 | 鳳林鎮   | 鳳林鎮水源地                                           | 花蓮縣鳳林鎮                                          |
| 花蓮縣 | 瑞穗鄉   | 富源環村自行車步道—興泉段                              | 花蓮縣瑞穗鄉                                          |
| 花蓮縣 | 玉里鎮   | 玉里鎮客家生活館戶外廣場                               | 花蓮縣玉里鎮仁愛路二段226巷8巷10號                    |
| 花蓮縣 | 卓溪鄉   | 瓦拉米步道                                             | 花蓮縣卓溪鄉瓦拉米步道                                |
| 台東縣 | 鹿野鄉   | 龍田桐花大道                                           | 台東縣鹿野鄉龍田村北二路66號                          |
| 臺東縣 | 鹿野鄉   | 武陵綠色隧道—永安桐花公園                              | 臺東縣鹿野鄉永安村                                    |
| 宜蘭縣 | 礁溪鄉   | 五峰旗風景區                                           | 宜蘭縣礁溪鄉五峰路                                    |
| 宜蘭縣 | 冬山鄉   | 仁山植物園                                             | 宜蘭縣冬山鄉新寮路500號                               |

## 影響力

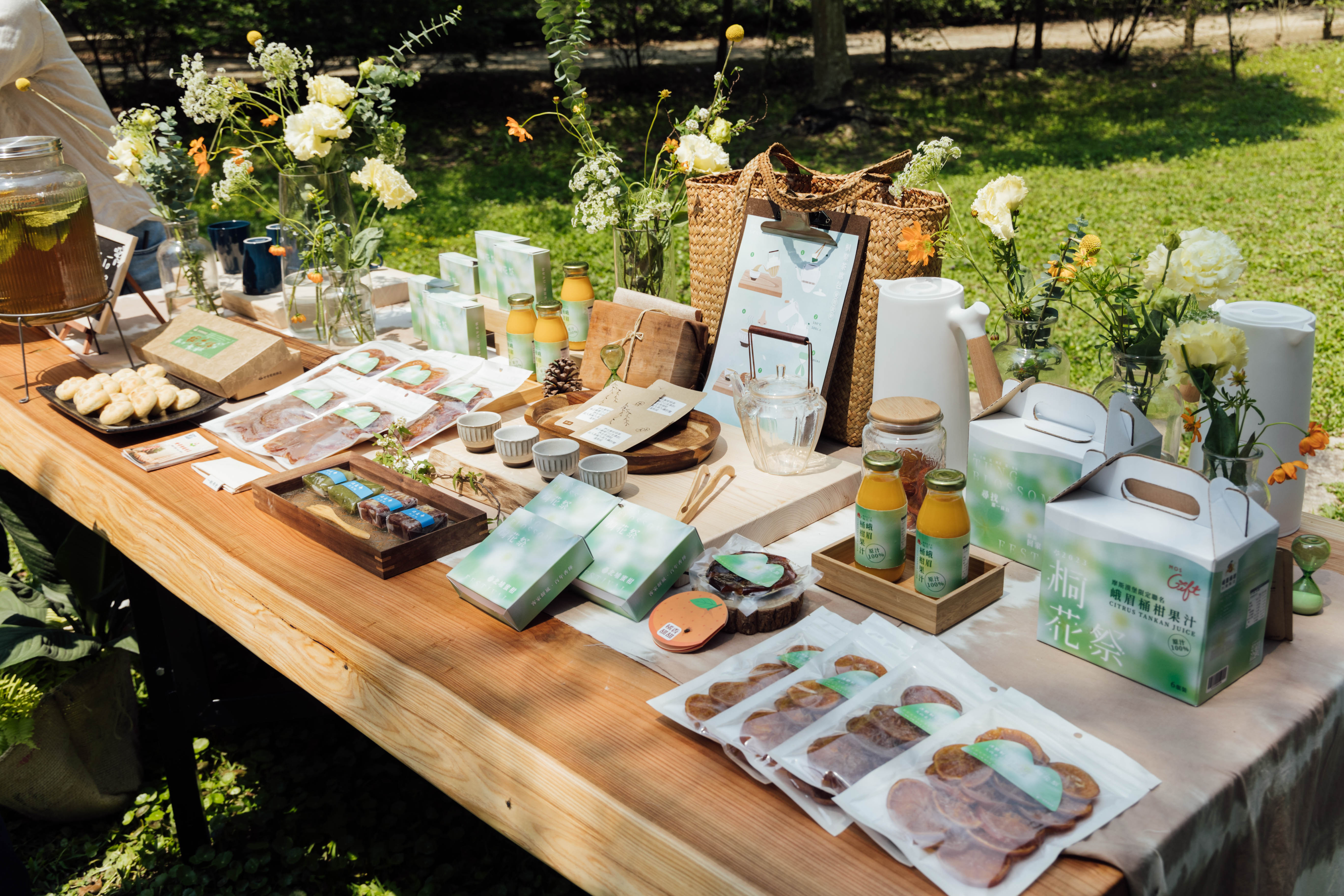
桐花祭商品

客家桐花祭自2002年舉辦時推廣的好花共賞，發展成超過200餘億台幣經濟價值的文化品牌與年度盛會。有學者認為，桐花祭建構的是一個生態旅遊與認識客家文化的時空場域，不僅增加了客家族群的能見度，也促進了客家農民的經濟收入，更帶動了客家庄的產業發展。
2010年時任客委會主委李永得受訪時指出，桐花季之所以能夠逐年成長，首先是結合了文化、旅遊、生態、產業等多元面向，並以政府力量帶動民間社團與產業投入；其次是桐花祭中客家族群認真生活、重視家庭的精神價值能夠引起民眾共鳴；最後，創意的桐花商品也正好迎合近年文創產業的風潮，是桐花祭廣受歡迎的三個重要因素。

## 隱憂與反思

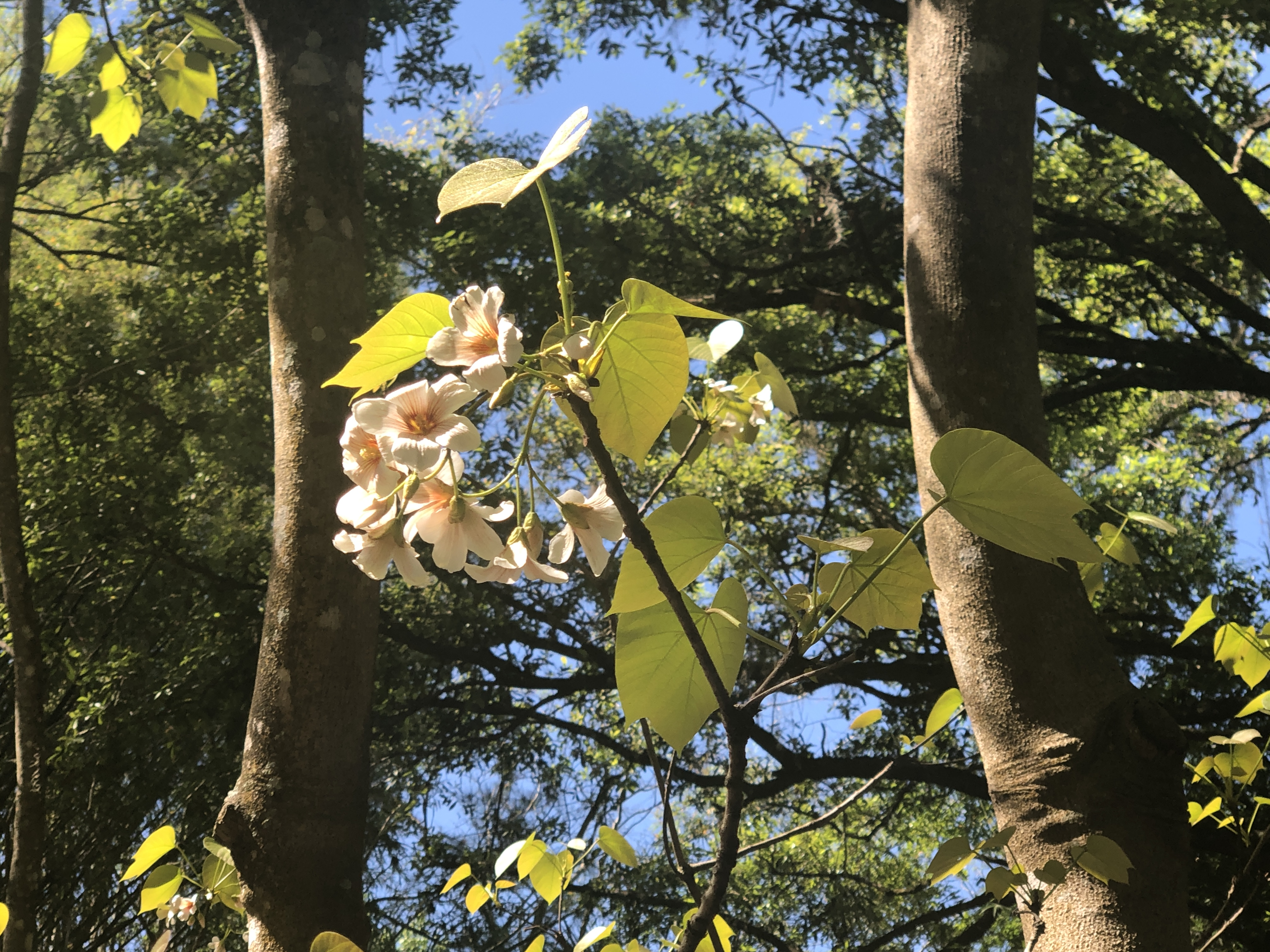
油桐樹

油桐樹雖然具有優美樹形與茂盛花容，然而作為外來種植物，尤以木油桐（千年桐）為首的油桐在野外有逐漸擴大為強勢樹種的趨勢；從植物自然生態與生物多樣性看來，對台灣原生種植物將可能構成威脅與壓迫，因而獲苗栗農改場呼籲重視。
桐花祭帶來的觀光與文創商機，也容易流於商業化、形式化，使得桐花意象成為浮濫的符碼。在地媒體工作者便曾呼籲應重視桐花祭的文化性，扎根在地文史脈絡、連結國內外藝文作家，鼓勵在地竹編、紙作坊、木雕、陶藝老師傅傳承技藝，讓台灣人藉由桐花祭看見現代的客家村風景。

## 外部連結
- 桐花祭 Facebook 粉絲專頁
- 客家桐花祭主題網（页面存档备份，存于）